# さくらいはじめ
さくらいはじめ（1976年1月19日 - ）は、日本のイラストレーター、グラフィックデザイナー。

## 略歴
2002年、京都工芸繊維大学大学院修了。イラストレーター／グラフィックデザイナーとして、広告・雑誌・レコードジャケットなどで活動。

## 個展
- POPGENIC!（2021年3月19日 - 2021年4月5日）[3]。

### その他
2022年6月 - 7月は北京、台中、アムステルダムで作品を展示。

## 出版・メディア作品など
- FM802『MEET THE WORLD BEAT 2018』メインビジュアル[4]（2018年[2]）
- NONA REEVES『LOVE TOGETHER』7インチ ジャケットアートワーク（2019年）[5]
- 森永DARS × niko and...『DARS 4 YOU』コラボレーションパッケージデザイン（2019年）[2]